# 京都市下京区の町名

下京区の位置

京都市下京区の町名（きょうとししもぎょうくのちょうめい）では、京都市下京区内に存在する公称町名を一覧化するとともに、その成立時期・成立過程等について概説する。

## 区の概要
京都市街地の南寄りに位置し、東は東山区、西は右京区、南は南区、北は中京区に接する。令和2年（2020年）9月現在、面積6.78平方キロメートル、推計人口は82,250人。
京都市制以前の明治12年（1879年）4月10日、京都府に上京区と下京区が設置された。同年11月1日、葛野郡中堂寺村・八条村・西九条村・東塩小路村の各一部を本区に編入。明治21年（1888年）6月25日、愛宕郡清閑寺村と今熊野村を編入。明治22年（1889年）4月1日の京都市制に伴い、京都市下京区となる。明治27年（1894年）12月12日、葛野郡大内村大字八条小字二人塚の一部を本区薬園町に編入。明治35年（1902年）2月1日、葛野郡大内村大字東塩小路及び大字西九条を本区に編入。大正7年（1918年）4月1日、葛野郡朱雀野村・大内村・七条村および西院村の一部、紀伊郡柳原町および東九条村の一部・上鳥羽村の一部・深草村の一部を本区に編入。昭和4年（1929年）4月1日、上京区・下京区の各一部を分区して中京区が、鴨川以東の地域を分区して東山区が新設された。昭和6年（1931年）4月1日、紀伊郡吉祥院村・上鳥羽村を本区に編入。昭和30年（1955年）9月1日に当時の国鉄東海道本線以南を南区として分区して以来、現在の区域となる。明治以降に編入された愛宕郡・葛野郡・紀伊郡の旧村の区域は、現在は大部分が中京区・東山区・南区に属している。
区の東側には鴨川が流れて東山区との区境をなし、区の南端にはJR東海道本線（JR京都線・琵琶湖線）および東海道新幹線が走り南区との区境をなしており、京都駅は当区に位置する。区内にはほかに京都タワー・東本願寺・西本願寺・京都鉄道博物館（旧梅小路蒸気機関車館）などの観光地がある。

## 通り名を用いた住所表示
日本における住所表示は、建物の面している道路名ではなく、建物が所在する町や字（あざ）の名をもって表記されるのが普通であるが、京都の市街地においては例外的に「通り名」を用いた住所表示が行われている。この方式では、まず、家屋、ビルなどが直接面している通りの名を先に記し、その後に直近で交差する通りの名を「通」部分を省略して付記し、「上ル（上る）」（あがる）、「下ル（下る）」（さがる）、「東入」（ひがしいる）、「西入」（にしいる）等と表記する。
- A通B西入 - 建物はA通（東西方向の道）に面しており、B通（南北方向の道）との交差点から西に入った地点にある。
- C通D上る - 建物はC通（南北方向の道）に面しており、D通（東西方向の道）との交差点から北に入った地点にある。

通常は上記のような通り名のみで住所を表示するが、「A通B西入」等の後に町名・番地を併記する場合もある。たとえば、下京区役所の所在地は「下京区西洞院通塩小路上る東塩小路町608番地の8」と表示する。また、旧京都市電の停留所やバス停留所の名前等で交差点名として確立している場合、通りの名前の表記順が逆転する場合もある。たとえば、「四条烏丸下る」「烏丸七条東入」など。
郵便番号の7桁化により、通り名を省略しても、郵便物は届く。

## 町名の概要

### 町数など
京都市内の町名には「大原来迎院町」のように旧村名、旧大字名に由来する地名（上記例の場合は「大原」）を冠称するものと、「亀屋町」「菊屋町」のような単独町名とがあるが、下京区においては区の東部の町名はすべて単独町名であり、西部は「中堂寺」・「西七条」などの旧村名を冠した町名となっている。
区内の公称町名の数は、『角川日本地名大辞典 26 京都府』下巻によれば昭和55年（1980年）現在511町である。この町数は令和3年（2021年）現在も変化していない。なお、「大宮一丁目〜三丁目」・「天使突抜一丁目〜四丁目」・「突抜壱丁目・弐丁目」の「丁目」を各1町と数えた場合は6町増えて517町となる。
京都市においては「住居表示に関する法律」（昭和37年5月10日法律第119号）に基づく住居表示は実施されておらず、市内の公称町名については、「京都市区の所管区域条例」（昭和24年4月1日京都市条例第7号）が根拠となっている。「所管区域条例」に列挙される下京区の町名は『角川日本地名大辞典』のそれとおおむね一致するが、細部には違いがある（「備考」の項を参照）。

### 沿革
近世には、二条通以北を上京、以南を下京と称し、上京には「上京十二組」（上古京十二組）、下京には「下京八組」（下古京八組）という町組（ちょうぐみ）が組織されていた。また、上京にあって「上京十二組」に属しない「禁裏六丁町」、下京にあって「下京八組」に属しない「東本願寺寺内」、「西本願寺寺内」も存在した。町組は近隣の町の連合体、自治組織であり、その起源は判然としないが、室町時代の天文6年（1537年）には存在が確認される。
明治元年（1868年）に京都府が成立すると、同年11月に上京・下京を上大組・下大組と称し、下京の町組は下京一番組〜四十一番組に解体・再編成されるが（第一次町組改正）、翌明治2年（1869年）1月の第二次町組改正で、上京（上大組）と下京（下大組）の境界を二条通から三条通に変更し、下京第一〜第三十二番組に再編成された。明治5年（1872年）には「番組」が「区」に改められ、下京第一〜第三十二区となった。下京が32に区分される点は変わらないが、旧下京第二十四番組が下京第七区と第十五区に二分され、旧下京第二十二番組と第三十二番組が統合されて下京第十六区になっている。明治12年（1879年）4月10日、郡区町村編制法により京都府に上京区・下京区が設置されると、前述の「区」は、番号はそのままで「組」と改称、下京第一〜第三十二組となる。
明治21年（1888年）6月25日、下京区に編入された旧愛宕郡の区域に下京区第三十三組が新設された。明治22年（1889年）4月1日、市制施行により京都市が発足、上京区・下京区は京都市の区となる。明治25年（1892年）には「組」を「学区」に改組。旧下京第一〜第三十三組は下京第一〜第三十二学区に編成された。このうち、第九〜第十四、第十六〜第十九、第二十三〜第二十六、第二十九、第三十学区の全部と第三十二学区の一部が現在の下京区に属し、第三十二学区の南部は南区、残余の学区は中京区・東山区に属する。
昭和4年（1929年）4月1日、上京区・下京区の各一部を分区して中京区が、鴨川以東の地域を分区して東山区が新設された。また、学区名に小学校名を付して「郁文学区」・「格致学区」のように称するようになる。昭和16年（1941年）の国民学校令施行に伴い、昭和17年（1942年）に学区制は廃止された。したがって、これらの学区は現在では正式の行政区域ではないが、「元学区」という形で、地域の通称としては現在も使われている。なお、小学校の統廃合等により、元学区と現在の通学区とは一致していない。
下の表は、上述の変遷をまとめたものである。
下京区の元学区の変遷
| 明治2年（1869年） | 明治5年（1872年） | 明治12年（1879年） | 明治25年（1892年） | 昭和4年（1929年） |
| ----------------- | ----------------- | ------------------ | ------------------ | ----------------- |
| 下京第七番組      | 下京第九区        | 下京第九組         | 下京第九学区       | 郁文学区          |
| 下京第八番組      | 下京第十区        | 下京第十組         | 下京第十学区       | 格致学区          |
| 下京第九番組      | 下京第十一区      | 下京第十一組       | 下京第十一学区     | 成徳学区          |
| 下京第十番組      | 下京第十二区      | 下京第十二組       | 下京第十二学区     | 豊園学区          |
| 下京第十一番組    | 下京第十三区      | 下京第十三組       | 下京第十三学区     | 開智学区          |
| 下京第十二番組    | 下京第十四区      | 下京第十四組       | 下京第十四学区     | 永松学区          |
| 下京第二十二番組  | 下京第十六区      | 下京第十六組       | 下京第十六学区     | 淳風学区          |
| 下京第三十二番組  | 下京第十六区      | 下京第十六組       | 下京第十六学区     | 淳風学区          |
| 下京第十三番組    | 下京第十七区      | 下京第十七組       | 下京第十七学区     | 醒泉学区          |
| 下京第十四番組    | 下京第十八区      | 下京第十八組       | 下京第十八学区     | 修徳学区          |
| 下京第十五番組    | 下京第十九区      | 下京第十九組       | 下京第十九学区     | 有隣学区          |
| 下京第十九番組    | 下京第二十三区    | 下京第二十三組     | 下京第二十三学区   | 植柳学区          |
| 下京第十六番組    | 下京第二十四区    | 下京第二十四組     | 下京第二十四学区   | 尚徳学区          |
| 下京第十七番組    | 下京第二十五区    | 下京第二十五組     | 下京第二十五学区   | 稚松学区          |
| 下京第十八番組    | 下京第二十六区    | 下京第二十六組     | 下京第二十六学区   | 菊浜学区          |
| 下京第二十一番組  | 下京第二十九区    | 下京第二十九組     | 下京第二十九学区   | 安寧学区          |
| 下京第二十番組    | 下京第三十区      | 下京第三十組       | 下京第三十学区     | 皆山学区          |
| 下京第二十三番組  | 下京第三十二区    | 下京第三十二組     | 下京第三十二学区   | 梅逕学区          |

区内東部の単独町名は、おおむね近世以来の町界・町名を現代に引き継いでいる。ただし、明治時代の初期に数か町が合併して新たに命名された町、寺院境内地など、従来町名のなかった土地に新たに起立した町名なども一部に存在する。
明治12年（1879年）11月1日、葛野郡中堂寺村・八条村・西九条村・東塩小路村の各一部が本区に編入された。この時に新設された町は次の通りである。
- 中堂寺村より編入 - 藪之内町（下京区第十六組へ編入）
- 八条村より編入 - 薬園町（下京区第十六組へ編入）、八条町・東寺町（下京区第三十二組へ編入、現在は南区）
- 西九条村より編入 - 南油小路町（下京区第二十九組へ編入、現・東油小路町・西油小路町）、松明町（下京区第二十九組へ編入）
- 東塩小路村より編入 - 東塩小路町（下京区第三十組へ編入）

前述の通り、明治35年（1902年）、大正7年（1918年）、昭和6年（1931年）に周辺の村を下京区に編入しているが、これらのうち葛野郡大内村・七条村の区域はそれぞれ大部分が現在の下京区に属している。

## 公称町名一覧

### 単独町名
- 明治12年（1879年）の下京区成立時に同区に含まれていた地域の現行町名を掲げる。
- 五十音順の町名一覧は、外部リンクの京都市通学区町名一覧、郵便番号一覧を参照。

| 元学区 | 公称町名 | 町数 |
| ------ | --- | ---- |
| 郁文   | 四条大宮町、坊門町、綾大宮町、五坊大宮町、杉蛭子町、西田町、高辻大宮町、今大黒町、塩屋町、佐竹町、唐津屋町、立中町、下リ松町、松本町、妙満寺町、雁金町、瀬戸屋町、丸屋町、徳屋町、晒屋町、槌屋町、高辻猪熊町、吉文字町、十文字町、富永町、北門前町、来迎堂町                                                                           | 27   |
| 格致   | 柏屋町、石井筒町、藤本寄町、傘鉾町、妙伝寺町、高野堂町、西綾小路東半町、西綾小路西半町、芦刈山町、西高辻町、住吉町、五軒町、喜吉町、荒神町、要法寺町、麓町、本柳水町、木賊山町、永養寺町、舟屋町、高辻西洞院町、風早町、太子山町、綾西洞院町、四条堀川町、綾堀川町、吉水町、高辻堀川町                                                 | 28   |
| 成徳   | 郭巨山町、月鉾町、函谷鉾町、矢田町、新釜座町、四条町、鶏鉾町、水銀屋町、童侍者町、二帖半敷町、善長寺町、船鉾町、岩戸山町、白楽天町、山王町、糸屋町、釘隠町、菅大臣町、大政所町、薬師前町、小島町、高辻町、繁昌町、骨屋町、堀之内町、御影町、菊屋町                                                                                     | 27   |
| 豊園   | 相之町、永原町、万里小路町、吉文字町、小石町、夕顔町、高材木町、竹屋町、新開町、葛篭屋町、稲荷町、元悪王子町、扇酒屋町、高橋町、燈篭町、因幡堂町、立売中之町、立売西町、長刀鉾町、綾材木町、神明町、竹屋之町、東前町、西前町、仏光寺西町、上柳町、泉正寺町、三軒町、匂天神町                                                           | 29   |
| 開智   | 貞安前ノ町、中之町、恵美須之町、京極町、大壽町、丸屋町、橘町、桝屋町、八文字町、俵屋町、鍋屋町、鍵屋町、徳正寺町、塗師屋町、筋屋町、恵美須屋町、奈良物町、立売東町、足袋屋町、塩屋町、大黒町、仏光寺東町、茶磨屋町、雁金町 | 24   |
| 永松   | 斎藤町、天王町、和泉屋町、美濃屋町、材木町、下材木町、船頭町、市之町、天満町、難波町、順風町、稲荷町、富永町、清水町、幸竹町、橋本町、真町、御旅町、御旅宮本町、松川町 | 20   |
| 淳風   | 上五条町、西門前町、下五条町、南門前町、堀之上町、大宮一丁目、中堂寺前町、上長福寺町、下長福寺町、薮之内町、丹波街道町、突抜壱丁目、大宮二丁目、突抜弐丁目、裏片町、薬園町、上之町、下之町、中之町、中堂寺町、太夫町、揚屋町 | 22   |
| 醒泉   | 天神前町、橘町、篠屋町、橋橘町、小泉町、泉水町、佐女牛井町、卜味金仏町、上金仏町、中金仏町、樋口町、天使突抜一丁目、天使突抜二丁目、金東横町、平屋町、天使突抜三丁目、天使突抜四丁目、金屋町、小柳町、八幡町、永倉町、柿本町 | 22   |
| 修徳   | 薮下町、富永町、中野之町、亀屋町、布屋町、月見町、材木町、小田原町、徳万町、元両替町、坂東屋町、長刀切町、玉津島町、弁財天町、御供石町、高砂町、五條烏丸町、悪王子町、大堀町、吉水町、俊成町、玉屋町、大江町、深草町 | 24   |
| 有隣   | 植松町、西橋詰町、須浜町、安土町、上鱗形町、下鱗形町、本上神明町、石不動之町、本覚寺前町、堅田町、松原中之町、忠庵町、柏屋町、鍛冶屋町、俵屋町、樋之下町、福田寺町、亀屋町、朝妻町、杉屋町、本燈篭町、官社殿町、万壽寺中之町、塩竃町、御影堂前町、万壽寺町、本神明町                                                                   | 27   |
| 植柳   | 仏具屋町、紅葉町、植松町、柳町、山川町、学林町、西若松町、元日町、住吉町、花屋町、堺町、珠数屋町、門前町、菱屋町、花園町、高雄町、北小路町、丸屋町、西洞院町、蛭子水町、東側町、西側町、艮町、四本松町、若宮町、東若松町、西松屋町、米屋町、東松屋町、玉本町、文覚町、福本町、鍛冶屋町、鍵屋町、平野町、辰巳町、井筒町、竹屋町、夷之町 | 39   |
| 尚徳   | 下万壽寺町、福島町、和泉町、上平野町、下平野町、大坂町、上諏訪町、下諏訪町、大黒町、堺町、蛭子町、毘沙門町、上錫屋町、上若宮町、松屋町、醍醐町、東錺屋町、西錺屋町、横諏訪町、上柳町、八百屋町、銭屋町、鍵屋町 | 23   |
| 稚松   | 本塩竃町、大工町、若宮町、唐物町、八軒町、栄町、堺町、富屋町、升屋町、骨屋町、塗師屋町、大津町、夷之町、天神町、橋詰町、富田町、若松町、上珠数屋町、花屋町、仏具屋町、高槻町、北町、上柳町、東魚屋町、西魚屋町、八百屋町、乾町、下柳町、烏丸二丁目                                                                                     | 29   |
| 菊浜   | 菊屋町、平岡町、八ツ柳町、波止土濃町、上二之宮町、富松町、上三之宮町、下三之宮町、高宮町、岩滝町、十禅師町、都市町、聖真子町、富浜町、若宮町、南橋詰町、平居町、南京極町、梅湊町、八王子町、新日吉町、御影堂町、鍵屋町、山王町、早尾町、稲荷町、大宮町、下二之宮町                                                                     | 28   |
| 安寧   | 大宮三丁目、御器屋町、花畑町、大工町、八百屋町、西八百屋町、徹宝町、上之町、川端町、南八百屋町、下魚棚四丁目、樽屋町、木津屋町、大黒町、東町、北不動堂町、南不動堂町、土橋町、鎌屋町、油小路町、東大工町、南町、東油小路町、西油小路町、御方紺屋町、松明町                                                                             | 26   |
| 皆山   | 中居町、東境町、西境町、塩小路町、新シ町、東塩小路町、溜池町、紺屋町、納屋町、万屋町、住吉町、塩屋町、材木町、榎木町、西玉水町、東玉水町、打越町、筒金町、常葉町、亀町、廿人講町、卓屋町、橘町、笹屋町、飴屋町、堀詰町、皆山町、真苧屋町、粉川町、桜木町                                                                               | 30   |
| 梅逕   | 清水町、志水町、伊勢松町、松本町、三軒替地町、金換町、上夷町、南夷町、上糀屋町、下糀屋町、上中之町、垣ケ内町、坊門中之町、古御旅町（東海道線鉄道用地以北のみ）、八条坊門町（塩小路通黒門西入ル） | 15   |

京都駅西側の元安寧学区では、昭和41年（1966年）の安寧地区土地区画整理事業の換地処分に伴う町名町界変更に伴い、以下のような町名の新設・廃止があった。
- 昭和41年（1966年）成立：北不動堂町・南不動堂町、東油小路町・西油小路町
- 昭和41年（1966年）廃止：魚店町、塩小路町、不動堂町、南油小路町

下京区の西部は、もとの葛野郡七条村・大内村である。明治22年（1889年）の町村制施行に伴い、葛野郡西七条村・西塩小路村・梅小路村・唐橋村・御所ノ内村が合併して七条村、葛野郡東塩小路村・西九条村・八条村・朱雀村・中堂寺村が合併して大内村となった。

### 旧七条村
| 元大字   | 公称町名 | 町数 |
| -------- | --- | ---- |
| 西七条   | 西七条北東野町、西七条南東野町、西七条中野町、西七条南中野町、西七条北西野町、西七条南西野町、西七条北衣田町、西七条南衣田町、西七条北月読町、西七条南月読町、西七条東御前田町、西七条御領町、西七条東八反田町、西七条西八反田町、西七条東石ケ坪町、西七条西石ケ坪町、西七条市部町、西七条御前田町、西七条赤社町、西七条比輪田町、西七条掛越町、西七条名倉町、西七条八幡町 | 23   |
| 御所ノ内 | 七条御所ノ内北町、七条御所ノ内中町、七条御所ノ内南町、七条御所ノ内西町、七条御所ノ内本町 | 5    |
| 梅小路   | 梅小路石橋町、梅小路本町、梅小路東町、梅小路東中町、梅小路西中町、梅小路頭町 | 6    |
| 西塩小路 | 西七条東久保町、西七条西久保町、西七条石井町 | 3    |
| 唐橋     | 梅小路高畑町 | 1    |

七条村は大正7年（1918年）に当時の下京区に編入された。村内には西七条・西塩小路・御所ノ内・梅小路・唐橋の5つの大字があったが、これらは計31の町に編成された。唐橋地区は、昭和30年（1955年）に一部を除いて新設の南区に編入された。
もとの七条村西七条は、大正7年（1918年）に下京区に編入され、「西七条」を冠称する12町に編成された。その後、西第一地区土地区画整理事業及び西七条地区土地区画整理事業の換地処分に伴う町名町界変更に伴い、23町となっている。
- 昭和14年（1939年）成立：西七条赤社町、西七条東御前田町
- 昭和35年（1960年）成立：西七条東八反田町・西七条西八反田町、西七条東石ヶ坪町・西七条西石ヶ坪町、西七条北東野町・西七条南東野町、西七条南中野町、西七条北西野町・西七条南西野町、西七条掛越町、西七条八幡町、西七条北衣田町・西七条南衣田町、西七条北南月読町・西七条南月読町
- 昭和35年（1960年）廃止：西七条八反田町、西七条石ヶ坪町、西七条東野町、西七条西野町、西七条衣田町、西七条月読町

もとの七条村御所ノ内は、大正7年（1918年）に下京区に編入され、「七条御所ノ内」を冠称する3町に編成された。昭和35年（1960年）の西七条地区土地区画整理事業の換地処分に伴う町名町界変更に伴い、5町となっている。
- 昭和35年（1960年）成立：七条御所ノ内北町・七条御所ノ内中町・七条御所ノ内南町
- 昭和35年（1960年）廃止：七条御所ノ内東町

もとの七条村梅小路は、大正7年（1918年）に下京区に編入され、「梅小路」を冠称する4町に編成された。昭和35年（1960年）の西七条地区土地区画整理事業の換地処分に伴う町名町界変更に伴い、6町となっている。
- 昭和35年（1960年）成立：梅小路本町・梅小路東町・梅小路東中町・梅小路西中町
- 昭和35年（1960年）廃止：梅小路中町・梅小路日影町

もとの七条村西塩小路は、大正7年（1918年）に下京区に編入され、「西塩小路」を冠称する2町に編成された。昭和35年（1960年）の西七条地区土地区画整理事業の換地処分に伴う町名町界変更に伴い、「西塩小路」を冠称する町名は消滅した。西塩小路の名称は西七条西久保町にある「西塩小路久保公園」に残る。
- 昭和35年（1960年）改称：西塩小路石井町→西七条石井町
- 昭和35年（1960年）町名町界変更：西塩小路久保町→西七条東久保町・西七条西久保町

もとの七条村大字唐橋は、大正7年（1918年）に下京区に編入され、「唐橋」を冠称する10町に編成された。昭和30年（1955年）に当地区の大部分が新設の南区に編入されたが、東海道線鉄道用地以北の唐橋高畑町は下京区に残り、昭和35年（1960年）に梅小路高畑町と改称した。
- 昭和35年（1960年）改称：唐橋高畑町→梅小路高畑町

### 旧大内村
| 元大字   | 公称町名 | 町数 |
| -------- | --- | ---- |
| 中堂寺   | 中堂寺西寺町、中堂寺命婦町、中堂寺櫛笥町、中堂寺壬生川町、中堂寺坊城町、中堂寺籔ノ内町、中堂寺前田町、中堂寺鍵田町、中堂寺北町、中堂寺南町、中堂寺庄ノ内町、中堂寺粟田町 | 12   |
| 朱雀     | 朱雀正会町、朱雀分木町、朱雀宝蔵町、朱雀内畑町、朱雀北ノ口町、朱雀裏畑町、朱雀堂ノ口町                                                                                   | 7    |
| 八条     | 八条坊門町（東海道線鉄道用地以北のみ）、二人司町、西酢屋町、諏訪開町、夷馬場町、和気町、観喜寺町、小坂町                                                                 | 8    |
| 東塩小路 | 東塩小路向畑町、東塩小路高倉町、東塩小路釜殿町 | 3    |
| 西九条   | 西九条北ノ内町（東海道線鉄道用地以北のみ） | 1    |

葛野郡大内村には中堂寺・朱雀・八条・東塩小路・西九条の5つの大字があったが、このうち大字東塩小路及び大字西九条は明治35年（1902年）、残余は大正7年（1918年）に下京区に編入され、5つの大字は57の町に編成された。西九条地区は、昭和30年（1955年）に大部分が新設の南区に編入された。
もとの大内村中堂寺は、大正7年（1918年）に下京区に編入され、「中堂寺」を冠称する12町に編成された。
もとの大内村朱雀は、大正7年（1918年）に下京区に編入され、「朱雀」を冠称する7町に編成された。
もとの大内村八条は、大正7年（1918年）に下京区に編入され、「八条」を冠称する12町に編成された。八条源町・八条寺内町・八条内田町・八条四ツ塚町の4町は、昭和30年（1955年）に新設の南区に編入された。また、二人司町・西酢屋町・諏訪開町・夷馬場町・和気町・観喜寺町・小坂町の7町は昭和36年（1961年）以降「八条」の冠称を廃止しており、下京区において「八条」を冠称する町名は八条坊門町のみとなっている。
もとの大内村東塩小路は、明治35年（1902年）に下京区に編入されて大字東塩小路となり、大正7年（1918年）に「東塩小路」を冠称する3町に編成された。なお、京都タワーの所在地である東塩小路町は、市制町村制施行以前の明治12年（1879年）11月1日、当時の東塩小路村の一部が下京区に編入された際に成立したものである。現在、JR西日本京都駅の住所は東塩小路町、東海道新幹線京都駅の住所は東塩小路高倉町、近鉄京都駅の住所は東塩小路釜殿町となっている。
もとの大内村大字西九条は、明治35年（1902年）に下京区に編入されて大字西九条となり、大正7年（1918年）に「西九条」を冠称する23町に編成された。昭和30年（1955年）に当地区の大部分が新設の南区に編入されたが、西九条北ノ内町は分割され、東海道線鉄道用地以北のみ下京区に残存している。ただし、下京区西九条北ノ内町は全域が線路敷地である。

### その他の町名
| 公称町名                                                         | 町数 |
| ---------------------------------------------------------------- | ---- |
| 郷之町、上之町、川端町、小稲荷町、下之町、東之町、西之町、屋形町 | 8    |

上記の8町は、もとは紀伊郡柳原町（大字なし）で、大正7年（1918年）に下京区に編入された。柳原町が下京区に編入された際、「東七条」を冠称する8町と「柳原」を冠称する2町の計10町が設定されたが、後者は昭和4年（1929年）の分区に伴い東山区に属している。「東七条」を冠称していた8町は昭和40年（1965年）に冠称を廃止して単独町名となっている。

## 特色ある町名

### 区内の同一町名
下京区では、同一の町名が区内の別の場所に複数存在する例が下記の37組ある。たとえば、「稲荷町」という町は、繁華街の四条河原町交差点近く（河原町通四条下ル二丁目）にあるほか、そこから約1.4キロメートル南方、七条大橋の近く「七条通木屋町東入」にも同名の町がある。これらはいわゆる飛地ではなく、起源を異にする別個の町である。この2つの「稲荷町」には別個の郵便番号が設定されている（他の同一町名についても同様）。
下京区内に同一町名が複数存在するもの
- 植松町、夷之町、鍛冶屋町、柏屋町、亀屋町、雁金町、川端町、菊屋町、吉文字町、山王町、清水町、下之町、大工町、竹屋町、俵屋町、中之町、塗師屋町、八条坊門町、花屋町、仏具屋町、骨屋町、松本町、吉水町（2か所）
- 稲荷町、上之町、上柳町、材木町、堺町、塩屋町、住吉町、大黒町、橘町、富永町、丸屋町、八百屋町、若宮町（3か所）
- 鍵屋町（4か所）

ただし、島原地区（元淳風学区）にある「上之町」「中之町」「下之町」「中堂寺町」「太夫町」「揚屋町」は、それぞれ「西新屋敷」を冠して「西新屋敷上之町」などと呼ばれることが多く、京都市通学区町名一覧、郵便番号一覧表でも「西新屋敷」を冠した町名が掲載されている。

## 備考
- 梅小路中町 - この町名は、京都市の各区に属する公称町名を列挙した「京都市区の所管区域条例」（昭和24年4月1日京都市条例第7号）に収録されているが、『角川日本地名大辞典 26 京都府』では昭和35年（1960年）に廃止された旧町名とされている。「梅小路中町」は、下京区における各種選挙の投票区を定めた告示（昭和54年8月30日下京区選管告示第7号）にもみえない。なお、京都市統計ポータルの「公称町の例外的な取扱について」によると[25]、「昭和35年3月の「西七条地区」の土地区画整理で変更されたものと思われる。」と記されている。